# 柳比察·内内齐奇
柳比察·内内齐奇（1997年1月15日—），黑山女子手球运动员。她曾代表黑山国家队参加2020年夏季奥林匹克运动会女子手球比赛，获得第六名。